# 摆钟论

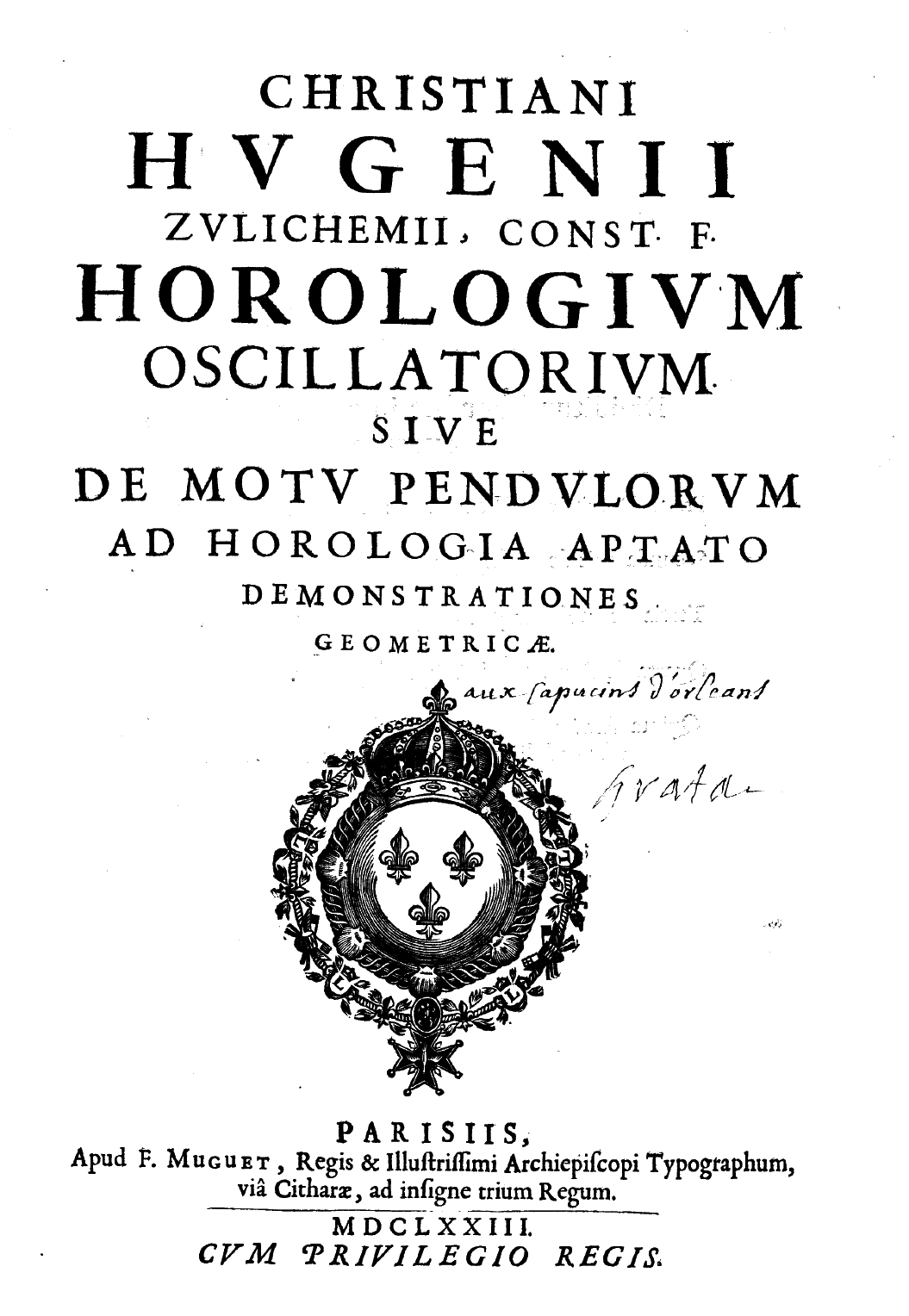
Horologium oscillatorium sive de motu pendulorum, 1673

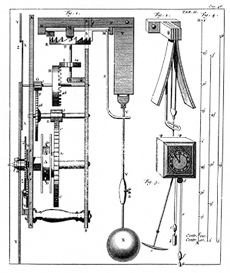
摆钟论中摆钟图示细节

《摆钟论》是惠更斯于1673年出版的书，这是他在摆和钟表学方面的主要著作。该书被认为是17世纪力学三大著作之一，另两本是伽利略的两种新科学(1638)和牛顿的自然哲学的数学原理(1687)。
这本书包括钟的设计描述，摆动的分析，以及曲线理论。惠更斯采用更明晰的逻辑架构重新推导了伽利略对物体下落的原始研究；求出了等时降落问题的解——旋轮线，而不是伽利略认为的圆；并且概述了渐屈线和弧长的理论。惠更斯还求出了几个动力学问题的解，比如单摆和复摆的振动周期、振动中心及其与轴心点的可互换性；提出了匀速圆周运动的离心率定理，以及转动惯量的概念。
Levy & Wallach-Levy (2001)写道，除了科学之外，这本书里对路易十四措辞奇怪的献词也引起了人们的注意。时钟座星座就是为纪念该书命名的。